# Rhynchosia pycnostachya
Rhynchosia pycnostachya är en ärtväxtart som först beskrevs av Dc., och fick sitt nu gällande namn av Robert Desmond Meikle. Rhynchosia pycnostachya ingår i släktet Rhynchosia och familjen ärtväxter. Inga underarter finns listade i Catalogue of Life.